# Mádi-patak
A Mádi-patak a Zempléni-hegységben ered, Erdőbénye északi határában, Borsod-Abaúj-Zemplén vármegyében, mintegy 400 méteres tengerszint feletti magasságban. A patak forrásától kezdve délnyugati-nyugati irányban halad, majd Szerencsnél éri el a Takta-folyót.
A patakba Mezőzombortól keletre a Fürdő-patak torkollik.

## Part menti települések
- Mád
- Mezőzombor
- Szerencs